# Idiodes albilinea
Idiodes albilinea är en fjärilsart som beskrevs av Thierry-mieg 1907. Idiodes albilinea ingår i släktet Idiodes och familjen mätare. Inga underarter finns listade i Catalogue of Life.